# Luana Vicente
Luana Tamara de Oliveira Vicente (Rio de Janeiro, 30 de janeiro‎ de 1994) é uma jogadora brasileira de badminton.

## Trajetória esportiva
Aos 10 anos, Luana foi a um clube e viu o jogo de raquete com peteca, e voltou para casa toda animada ao conhecer o novo esporte. O clube, no bairro carioca de Jacarepaguá, depois se transformou em um projeto social chamado de Miratus, um centro de treinamento voltado exclusivamente para o badminton.
Integrou a delegação nacional que disputou os Jogos Pan-Americanos de 2011 em Guadalajara, no México.
Nos Jogos Pan-Americanos de 2015, em Toronto, ganhou medalha de prata nas duplas femininas, quando teve como parceira a sua irmã Lohaynny Vicente.